# Mazoni
Mazoni est le nom artistique de l'auteur-compositeur-interprète Jaume Pla (La Bisbal d'Empordà). Jaume Pla est un musicien et producteur de musique né en 1977 à la Bisbal (Baix Empordà).
Avec Carles Sanjosé (Sanjosex), il forme son premier groupe à l'âge de 13 ans, et plus tard il sera le chanteur de Holland Park, avec lequel il publiera les disques Welcome to Holland Park (Bankrobber, 2002) et Things were easier when we played music (Bankrobber, 2004). Il abandonnera le groupe en 2004 pour commencer sa carrière en solo.
Son premier disque sorti sous le nom de Mazoni est 7 songs for a sleepless night (Bankrobber, 2004), entièrement chanté en anglais. En 2006 sort Esgarrapada, 11 nouvelles chansons écrites en catalan, parmi lesquelles on détachera No tinc temps.
Plus tard en avril 2007, sort Si els dits fossin xilòfons. Ce disque lui permet d'être simultanément en couverture des magazines Benzina et Enderrock (avril 2007). Sur ce disque, nous trouvons une interprétation de La granja de la Paula de Bob Dylan. En février 2009 est publié Eufòria 5 - Esperança 0.

## Discographie
- 7 songs for a sleepless night (Bankrobber, 2004)
- Esgarrapada (Bankrobber, 2006)
- Si els dits fossin xilòfons (Bankrobber, 2007)
- Eufòria 5 - Esperança 0 (Bankrobber, 2009)
- 13.31 (en direct, Bankrobber, 2010)
- Fins que la mort ens separi (Bankrobber, 2011)[1]

## Vidéoclips
- No tinc temps (dir. Raúl Cuevas, 2006)
- Esclatasangs (dir. Raúl Cuevas, 2006)
- La granja de la Paula (dir. Raúl Cuevas, 2007)
- El riu (dir. Raúl Cuevas, 2007)
- Memòria (dir. Pol Ponsarnau, 2008)
- Eufòria (dir. Pol Ponsarnau, 2009)
- Ei, que surt el sol! (dir. Raúl Cuevas, 2009)
- Caputxeta (dir. Adrià Lahuerta i Carlota Coloma, 2010)
- Per primer cop (dir. Adrià Lahuerta i Carlota Coloma, 2011)
- Totsants (dir. Guardas Forestales, 2011)